# Gouvernement de la Défense nationale
Pour les articles homonymes, voir Gouvernement de défense nationale.
Troisième République (provisoire)
Gouvernement Charles Cousin-Montauban Gouvernement Jules Dufaure I
Le gouvernement de la Défense nationale, aussi connu sous le nom de gouvernement provisoire de 1870 ou gouvernement provisoire de Défense nationale, est formé à Paris durant la guerre franco-allemande, le 4 septembre 1870 après la capture de Napoléon III à la bataille de Sedan, la déchéance de l'empereur prononcée sous la pression de la foule au palais Bourbon par le Corps législatif et la proclamation de la République à l'hôtel de ville.

## Contexte

### Capitulation de l'Empereur

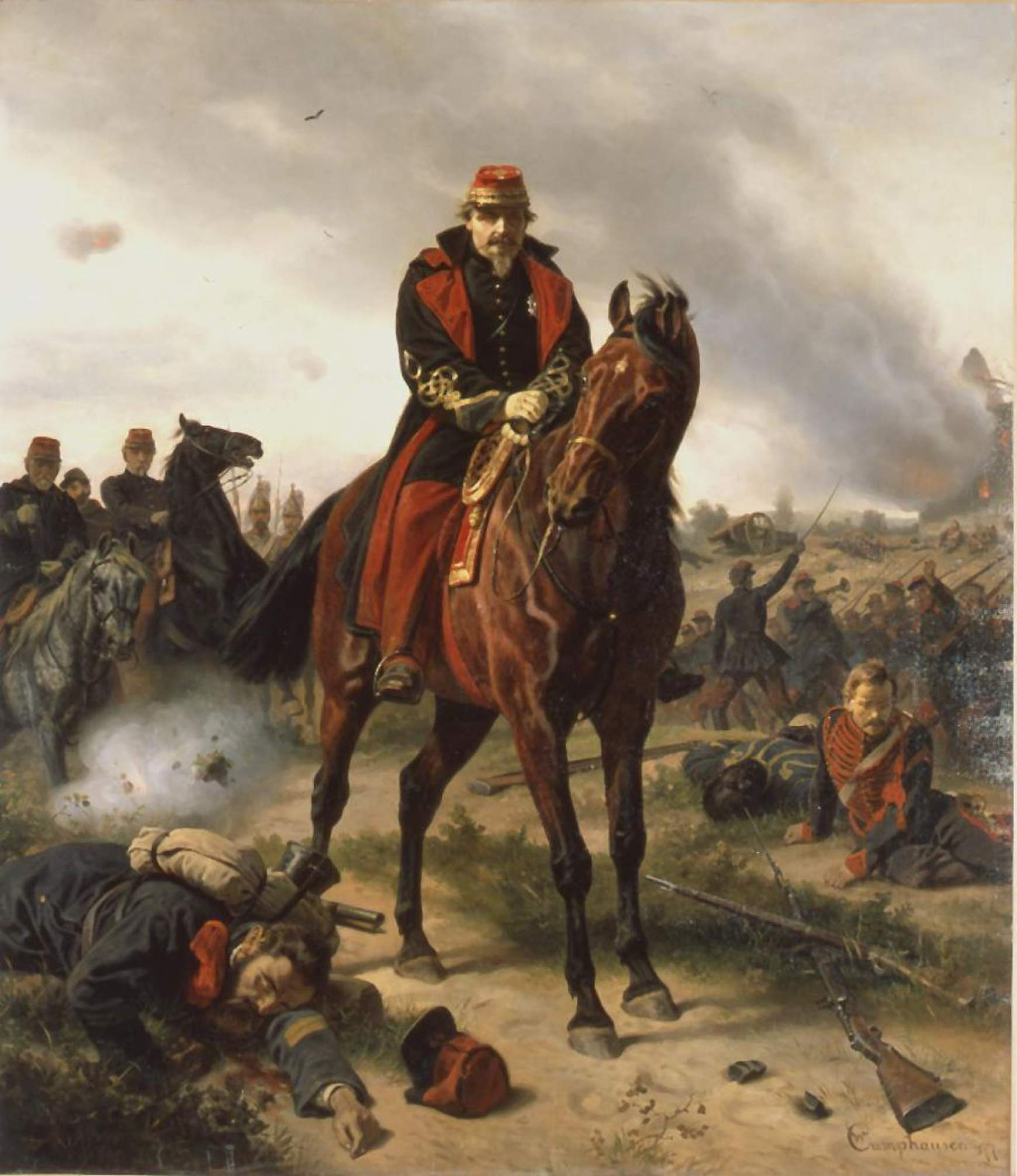
Napoléon III lors de la bataille de Sedan par le peintre allemand Wilhelm Camphausen.

Le conflit armé entre la France et la Prusse qui éclate en juillet 1870 tourne à l'avantage de l'armée prussienne. Moins préparée que son ennemie, et inférieure en nombre, l'armée française connaît une véritable déroute. Le 3 août, le chef du Grand-État Major Général prussien Helmuth von Moltke donne l'ordre à ses troupes de franchir la frontière. Les Français, battus six jours plus tard à Frœschwiller-Wœrth, doivent se replier. La nouvelle de cette défaite est reçue à Paris avec stupeur et colère. Le 9 août, une foule menaçante se presse devant le Corps législatif, mais la majorité des républicains, qui croient encore au sursaut militaire, refusent une révolution qui s'apparenterait à une trahison de l'armée et romprait l'unité nationale. La défaite est imputée au chef du cabinet de l'empereur Émile Ollivier qui est contraint de remettre sa démission.
Les députés rejettent la proposition du républicain Jules Favre de nommer un comité de quinze membres dans une sorte de gouvernement d'union chargé de repousser l'invasion. L'impératrice Eugénie, qui assure la régence, nomme le bonapartiste autoritaire Charles Cousin-Montauban, comte de Palikao, à la tête du gouvernement. Le maréchal Bazaine, commandant en chef de l'armée du Rhin, est encerclé dans Metz le 19 août avec la moitié des troupes françaises. L'empereur songe à se replier sur Paris mais, sous la pression de l'impératrice et du ministre de la Guerre qui redoutent qu'une telle décision provoque un soulèvement populaire, Napoléon III marche au secours de Bazaine avec l'armée de Châlons commandée par le maréchal Mac Mahon,. Ses troupes sont elles-mêmes encerclées dans Sedan. Les tentatives de sortie échouent et l'empereur capitule le 2 septembre.

### Proclamation de la République

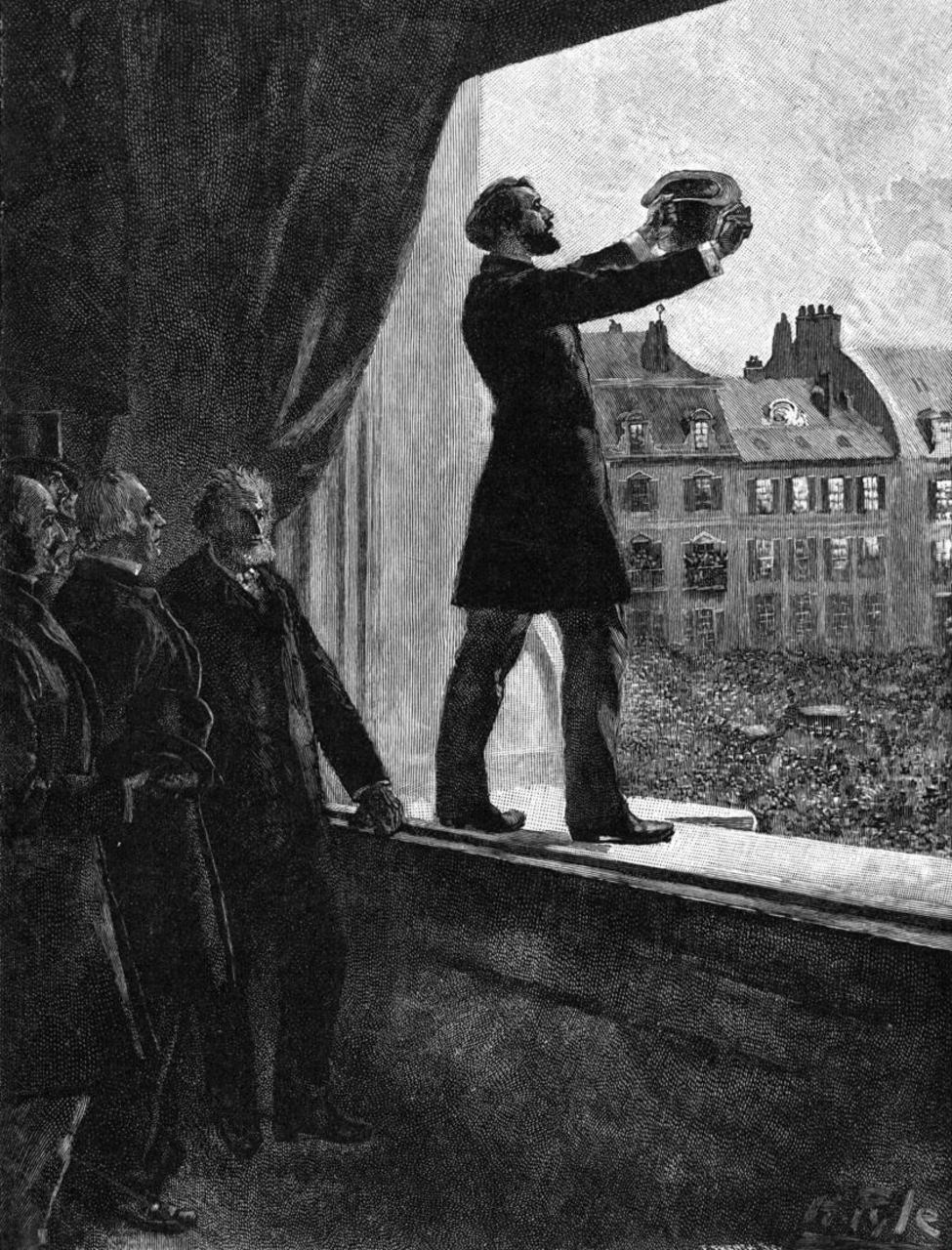
Léon Gambetta proclamant la République à l'hôtel de ville de Paris, le 4 septembre 1870.

Quand la nouvelle parvient à Paris le 3 septembre, un groupe de républicains conduit par Léon Gambetta tente de convaincre Adolphe Thiers de prendre la tête d'un gouvernement d'union et de défense. Le soir même, alors que de nombreux Parisiens se rassemblent devant les grilles du palais Bourbon, où siège le Corps législatif, Gambetta tente de rassurer la foule pour prévenir tout risque d'émeute. Les députés républicains, fidèles à leur volonté de ne prendre le pouvoir que de façon démocratique, par la voie des urnes, ne veulent pas encore d'une révolution qui discréditerait le nouveau régime dès sa naissance.
Pourtant, la situation évolue précipitamment dans l'après-midi du 4 septembre lorsque la foule envahit le palais Bourbon pendant la séance du Corps législatif. Jules Favre et Léon Gambetta veulent garder le contrôle de la situation et font preuve d'opportunisme. Ce dernier monte alors à la tribune et annonce la chute de l'Empire : « Citoyens, attendu que tout le temps nécessaire a été donné à la représentation nationale pour prononcer la déchéance ; attendu que nous sommes et que nous constituons le pouvoir régulier issu du suffrage universel libre, nous déclarons que Louis-Napoléon Bonaparte et sa dynastie ont à jamais cessé de régner sur la France ».
Deux cortèges se dirigent vers l'hôtel de ville où Léon Gambetta proclame la République devant une foule enthousiaste. En agissant de la sorte, les républicains modérés du Corps législatif devancent les meneurs d'extrême gauche comme Auguste Blanqui, Jean-Baptiste Millière, Charles Delescluze ou Gustave Flourens qui pourraient profiter des circonstances afin d'établir un gouvernement insurrectionnel et renverser l'ordre social. Sans en être les déclencheurs, les députés républicains choisissent ainsi de prendre la tête du mouvement révolutionnaire pour tenter de l'endiguer.

## Composition

### Formation du gouvernement
Afin d'écarter la perspective d'un gouvernement révolutionnaire, Léon Gambetta et Jules Favre appuient l'idée de Jules Ferry de confier le pouvoir aux députés de Paris, dont l'élection récente garantirait la légitimité aux yeux du peuple. Ainsi, parmi les membres du nouveau gouvernement, Jules Favre, Jules Ferry, Adolphe Crémieux, Louis-Antoine Garnier-Pagès et Emmanuel Arago sont députés de la capitale depuis les élections législatives de 1869, tandis que Léon Gambetta, Ernest Picard et Jules Simon ont été élus par les Parisiens avant d'opter pour une circonscription de province conformément à la loi qui autorise les candidatures multiples. La nomination du polémiste révolutionnaire Henri Rochefort, député de Paris depuis l'élection partielle consécutive à l'option de Gambetta pour les Bouches-du-Rhône et qui n'a cessé d'attaquer violemment les chefs républicains dans ses articles, leur apparaît comme un moyen de neutraliser l'extrême gauche. Rochefort, qui vient tout juste d'être libéré par des militants de la prison Sainte-Pélagie où il était incarcéré depuis plusieurs mois, est porté en triomphe par ses soutiens jusqu'à l'hôtel de ville où il se présente ceint d'une écharpe rouge. Un temps hésitant, il finit par accepter de siéger au gouvernement,.
Les députés Alexandre Glais-Bizoin et Daniel Wilson sont envoyés au Louvre pour convaincre le général Trochu d'accepter le ministère de la Guerre, un poste où les chefs républicains souhaitent placer un militaire à la fois populaire et respecté de l'armée. Trochu accepte de rejoindre le gouvernement à condition d'en prendre la tête en raison de la situation militaire dramatique consécutive à l'invasion. Il exige également que le gouvernement assure la défense de la religion, de la propriété et de la famille dans son programme.
Un « gouvernement de Défense nationale » est ainsi formé. Ses membres se réunissent pour la première fois en Conseil le 4 septembre à 22 h 30, sous la présidence du général Trochu, dans l'ancien bureau du préfet de la Seine à l'hôtel de ville, avec pour mission de se répartir les différents ministères. Ernest Picard revendique l'Intérieur, un poste pour lequel Léon Gambetta s'est autoproclamé dans la soirée en signant déjà plusieurs décrets, notamment une circulaire adressée aux préfets pour annoncer la déchéance de l'empereur, la proclamation de la République et la formation du nouveau cabinet. Picard se saisit de ce différend pour demander un vote à bulletin secret, qui confirme Gambetta pour une voix. Il envisage donc de se retirer, mais sous la pression des autres ministres, il accepte finalement le ministère des Finances. Ministre des Affaires étrangères, Jules Favre est désigné à la vice-présidence du Conseil, tandis qu'Adolphe Crémieux reçoit le ministère de la Justice et Jules Simon celui de l'Instruction publique. Nommé délégué du gouvernement, Jules Ferry s'installe à la Préfecture de la Seine.

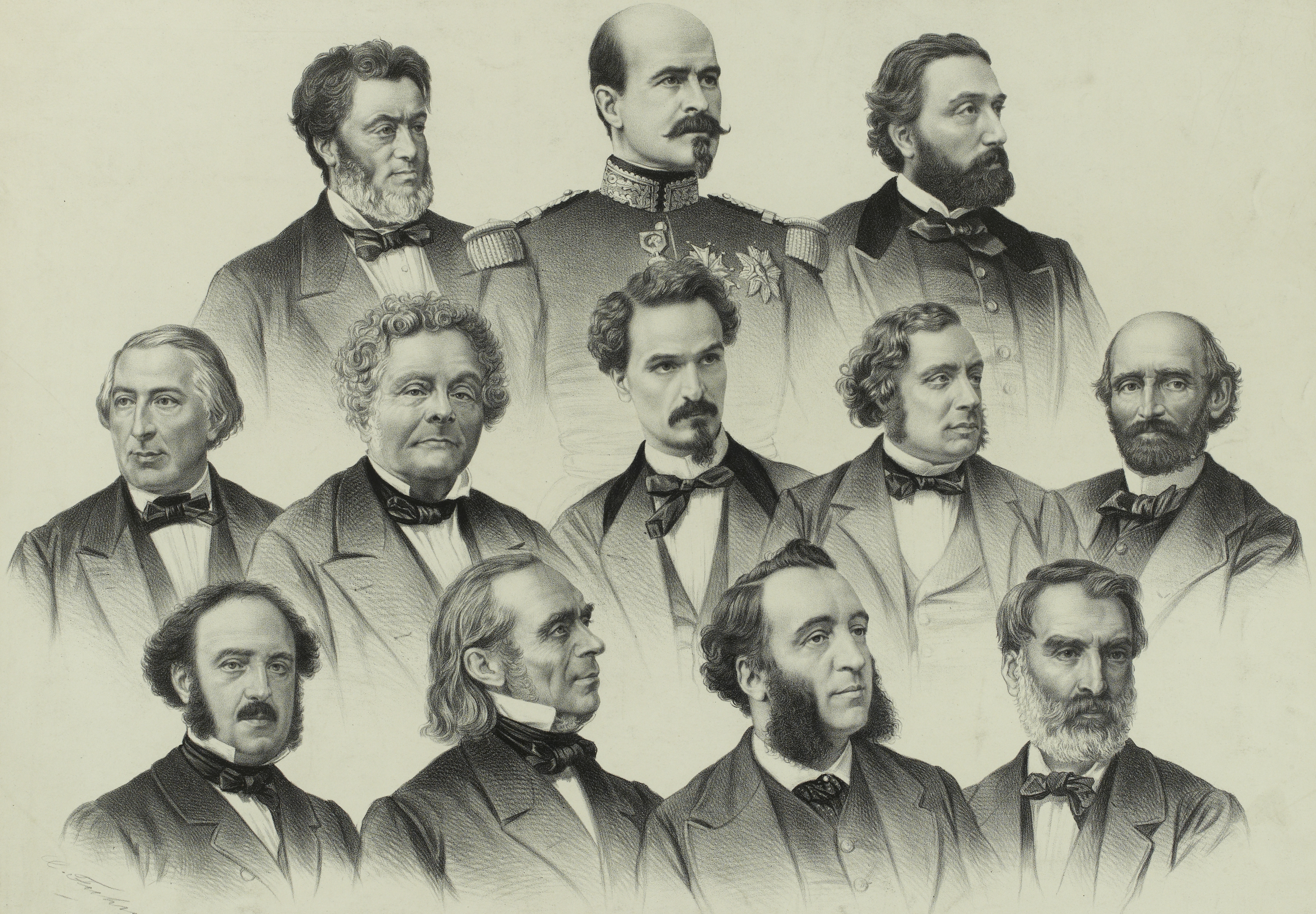
Les membres du gouvernement, de haut en bas et de gauche à droite : Favre, Trochu, Gambetta, Arago, Crémieux, Rochefort, Picard, Glais-Bizoin, Simon, Garnier-Pagès, Ferry et Pelletan.

Le général Trochu cumulant déjà la présidence du Conseil avec ses fonctions de gouverneur militaire de Paris, il choisit de placer au ministère de la Guerre le général Le Flô qui, bien que non républicain, s'était opposé au coup d'État du 2 décembre 1851, ce qui lui avait valu d'être incarcéré et proscrit. Ne disposant pas des compétences requises pour tenir les autres ministères, Emmanuel Arago, Louis-Antoine Garnier-Pagès, Alexandre Glais-Bizoin, Eugène Pelletan et Henri Rochefort sont nommés ministres sans portefeuille mais pouvant participer aux délibérations, ce qui permet d'ouvrir la composition du nouveau gouvernement à des hommes qui ne sont pas députés de Paris. Le vice-amiral Martin Fourichon est ainsi nommé à la Marine et aux Colonies, Joseph Magnin au Commerce et à l'Agriculture, et Pierre-Frédéric Dorian aux Travaux publics, à charge également de l'industrie et de l'armement.
De ce fait, toutes les nuances politiques du centre et de la gauche sont représentées dans ce gouvernement, à l'exception des bonapartistes libéraux : le conseil des ministres rassemble des hommes allant de l'extrême-gauche (Rochefort) à l'orléanisme (Trochu et Le Flô) en passant par les républicains modérés (Picard, Simon) et les républicains intransigeants (Gambetta, Ferry, Crémieux), Jules Favre conciliant ces deux dernières tendances.

## Actes gouvernementaux

### Premières décisions
Des proclamations aux citoyens de Paris, à la garde nationale et au gouvernement de l'armée sont votées. Le décret de dissolution du Corps législatif, préparé dans la soirée par Adolphe Crémieux, est adopté, de même qu'un décret prévoyant l'amnistie des condamnés pour crimes et délits politiques et un autre garantissant la liberté du commerce des armes. Plusieurs nominations sont effectuées, notamment celles de Clément Laurier à la direction générale du personnel et du cabinet du ministère de l'Intérieur et d'André Lavertujon à la direction du Journal officiel. Avant la séparation du Conseil à 2 h du matin, le nouveau préfet de police Émile de Kératry rend compte aux ministres du fait qu'aucun trouble ne s'est produit dans la capitale.
Dès ses premiers jours d'exercice, le gouvernement se consacre principalement à la mobilisation de tous les hommes en âge de se battre, dans la mesure où les troupes françaises, décimées par la défaite de Sedan et l'encerclement dans Metz de l'armée du Rhin, doivent contenir l'avancée rapide des troupes prussiennes qui menacent Paris dès la mi-septembre. Le gouvernement déclare vouloir consacrer toute l’énergie du pays à sa défense. Dans une proclamation à l’armée, il justifie la destitution de l’ancien pouvoir et affirme : « Nous ne sommes pas au pouvoir, mais au combat », en ajoutant deux jours plus tard : « Ne pensez qu’à la guerre et aux mesures qu’elle doit engendrer ». Jules Favre télégraphie aux postes diplomatiques à l'étranger afin de faire connaître la voix de la France : « La dynastie est à terre, la France libre se lève. Le roi de Prusse veut-il continuer une lutte impie qui lui sera au moins aussi fatale qu'à nous ? Libre à lui ! Qu'il assume cette responsabilité devant le monde et devant l'Histoire ! Si c'est un défi, nous l'acceptons. Nous ne céderons ni un pouce de notre territoire, ni une pierre de notre forteresse. Fussions-nous seuls, nous ne faiblirons pas ». Dans les faits, les membres du gouvernement sont divisés : le général Trochu, Jules Simon, Ernest Picarde et Jules Favre sont favorables à des négociations avec la Prusse, d'autant plus que la France, esseulée, ne peut attendre aucune aide extérieure. D'autres, comme Gambetta, font référence à la victoire de Valmy pour afficher leur détermination à vaincre l'envahisseur.
En province, plusieurs villes sont en proie à l'insurrection. À Lyon notamment, où des militants ont proclamé la république et hissé le drapeau rouge sur l'hôtel de ville dès le matin du 4 septembre, une Commune est instituée. Léon Gambetta y désigne comme préfet son ami Paul Challemel-Lacour, professeur agrégé de philosophie dont il compte sur l'autorité morale pour rétablir l'ordre et apaiser une situation proche de l'insurrection,. Face au risque de désunion nationale, Léon Gambetta compte s'appuyer sur des hommes de confiance. Avec son collaborateur Arthur Ranc, il révoque les préfets impériaux et nomme à leur place des militants républicains, avocats ou journalistes parfois sans expérience pour de tels postes. En une dizaine de jours, 80 préfets sont nommés,.
Acclamé par les Parisiens mais rejeté par une grande partie de la province, à la tête d'un pays en guerre et partiellement envahi, le gouvernement de la Défense nationale ne peut se prévaloir de la légitimité du suffrage universel et se trouve sur ce point en contradiction avec les principes qu'il proclame. Par décret du 8 septembre, il appelle les citoyens mâles et majeurs aux urnes et prévoit alors l'élection d'une Assemblée constituante de 750 membres le 2 ou le 16 octobre,. Il doit cependant y renoncer : l'occupation de nombreux départements par l'armée prussienne de même que la mobilisation de nombreux Français rendent impossible la tenue du scrutin. Par ailleurs, les liaisons ferroviaires entre Paris et la province sont interrompues le 18 septembre.

### Siège de Paris
Devant la menace de l'encerclement de la capitale par l'armée prussienne, le gouvernement envoie une délégation de ses services à Tours sous l'autorité du ministre Adolphe Crémieux. Il y prend ses fonctions le 9 septembre puis est rejoint six jours plus tard par deux autres ministres, l'amiral Fourichon et Alexandre Glais-Bizoin. Dès le 19 septembre, Paris est assiégée. Répondant aux appels de Gambetta, de nombreux Parisiens s'engagent dans la garde nationale et la capitale est alors défendue par 500 000 hommes mais à peine 1 sur 5 est un soldat entraîné. L'unité de l'armée se fait autour du gouvernement qui adresse une proclamation solennelle au pays :

« Nous ne sommes pas le gouvernement d'un parti, nous sommes le gouvernement de la Défense nationale. Nous n'avons qu’un but, une volonté : le salut de la patrie par l'armée et par la nation groupées autour du glorieux symbole qui fit reculer l'Europe il y a quatre-vingts ans. Aujourd'hui comme alors, le nom de République veut dire : union intime de l'armée et du peuple pour la défense de Paris. »

Dans le même temps, le gouvernement agit sur le plan diplomatique. Le 12 septembre, à l'initiative de Jules Favre, Adolphe Thiers est envoyé dans les principales capitales européennes pour tenter de convaincre les États neutres de se ranger aux côtés de la France, en vain. Les 19 et 20 septembre, ce même Jules Favre rencontre sur sa propre initiative le chancelier prussien Otto von Bismarck qui lui fait part des conditions d'une paix éventuelle : la cession de l'Alsace-Lorraine avec Strasbourg et Metz et le versement d'une lourde indemnité de guerre, des conditions jugées inacceptables par le gouvernement qui les rejette.

### Délégation de Tours
Le siège de Paris se renforce et le 27 septembre, les liaisons télégraphiques entre la capitale et la province sont coupées. Livrée à elle-même, la Délégation de Tours commence la réorganisation de l'armée et de l'artillerie. Elle parvient à organiser une commission d'armement qui réquisitionne des usines et mobilise une première armée de 80 000 hommes en faisant venir notamment d'Algérie plusieurs contingents militaires. Son autorité est cependant contestée et des pouvoirs locaux autoproclamés apparaissent comme à Marseille, où se constitue la Ligue du Midi qui rassemble jusqu'à 17 départements, ou à Toulouse, avec la Ligue du Sud-Ouest. Pour éviter le risque de division nationale, la Délégation de Tours signe un décret le 29 septembre pour provoquer des élections générales le 16 octobre suivant.

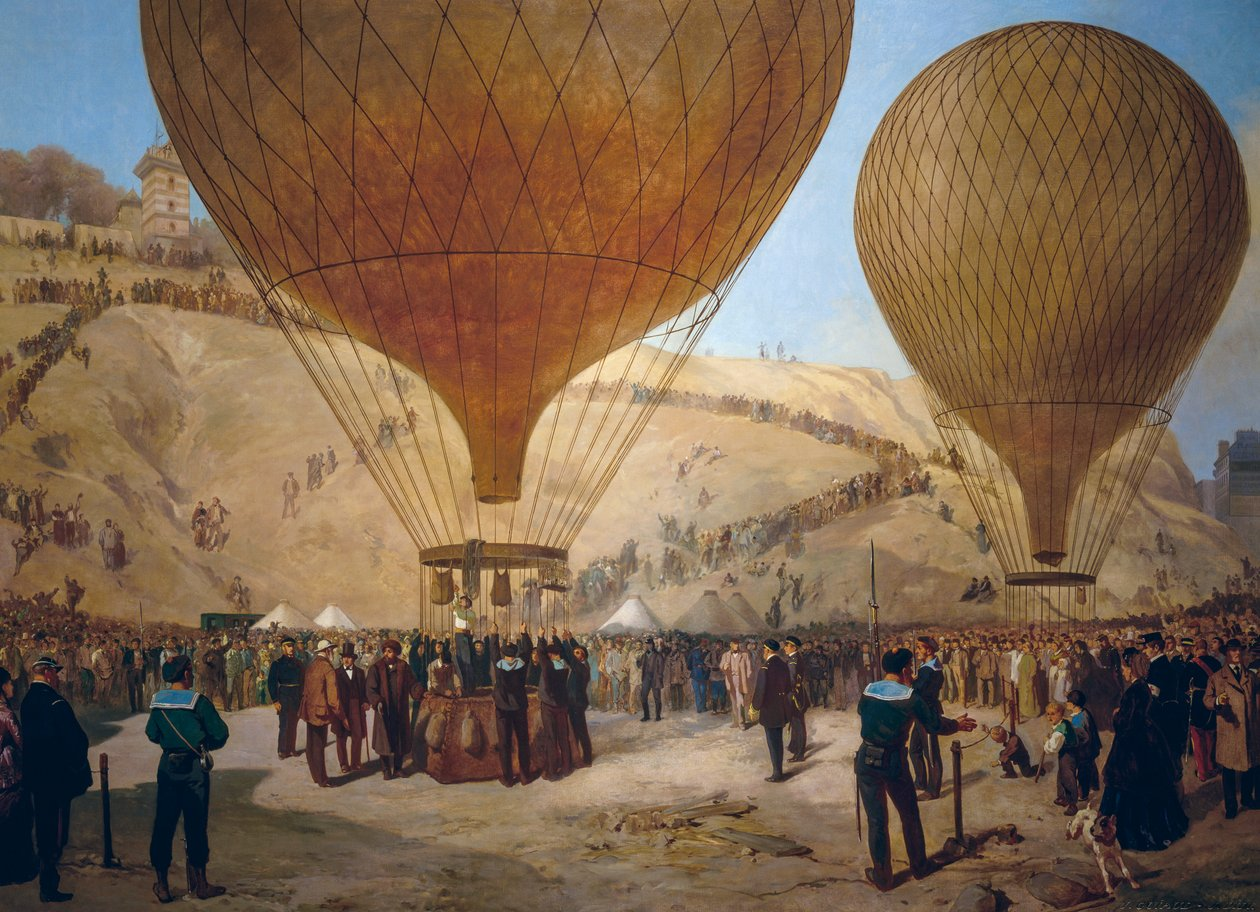
Tableau de Jules Didier et Jacques Guiaud représentant le départ de Léon Gambetta de Paris le 7 octobre 1870 à bord d'un ballon monté (musée Carnavalet).

Ce décret est mal reçu par le gouvernement parisien qui désigne Léon Gambetta pour prendre la tête de la Délégation avec des pouvoirs élargis et une voix prépondérante en cas de partage des voix en son sein. Il a pour mission de faire exécuter le décret ajournant les élections législatives jusqu'au moment où les circonstances de guerre permettront leur tenue et, en tant que ministre de l'Intérieur, il est revêtu des pleins pouvoirs pour le recrutement, la réunion et l'armement de toutes les forces nationales. Il n'y a alors pas d'autre moyen de quitter la capitale qu'en ballon. Le 7 octobre, accompagné de son secrétaire Eugène Spuller, Gambetta embarque sur l'Armand-Barbès piloté par Alexandre Trichet. Le ballon décolle en fin de matinée de la place Saint-Pierre devant une foule enthousiaste,, et malgré les tirs prussiens, il s'éloigne de la capitale et finit par se poser vers 15 h dans le bois de Favières, sur la commune d'Épineuse dans le département de l'Oise. Le maire de la commune conduit les voyageurs jusqu'à Montdidier, dans la Somme, où Gambetta rédige une dépêche annonçant la réussite de l'opération. Il gagne ensuite Amiens puis Rouen par le train et parvient à Tours le 9 octobre, où il reçoit un accueil triomphal.
Le 10 octobre Léon Gambetta choisit d'assumer les charges de ministre de la Guerre en remplacement de l'amiral Fourichon. Il s'entoure de collaborateurs fidèles et efficaces comme son chef de cabinet Eugène Spuller, Arthur Ranc, Clément Laurier, mais également Charles de Freycinet, un polytechnicien dont il fait son chef d'état-major. Dans les jours qui suivent, le cabine s'élargit avec les arrivées d'Émile de Kératry, Antonin Dubost et Alexandre Ribot. Les communications avec Paris sont renforcées par le lancement réguliers de ballons depuis la capitale et l'envoi de pigeons voyageurs depuis Tours, dont la gestion est confiée au directeur des Postes François-Frédéric Steenackers. Du fait des nombreuses pertes, l'action de Gambetta se déroule le plus souvent en dehors du contrôle effectif du gouvernement. Il s'emploie à effectuer de nombreux voyages à travers la France, à la fois pour affirmer l'autorité du gouvernement et « pour faire entendre la voix d'une France combattante ». Dans le même temps l'action des préfets et des sous-préfets dont Gambetta renforce les prérogatives réduit peu à peu au silence les ligues républicaines dissidentes.

### Réorganisation de l'armée et soulèvement parisien
Un décret du 14 octobre ordonne la mobilisation des gardes mobiles de 20 à 40 ans, célibataires et veufs sans enfants, et la création de onze camps régionaux pour former ces jeunes recrues et leur permettre de s'intégrer aux nouvelles armées régulières en formation. Pour répondre aux besoins en armement, le travail des arsenaux et des manufactures nationales est réorganisé et plusieurs contrats sont passés avec des établissements privés. Le gouvernement achète massivement des armes aux États-Unis, qui disposent d'importants stocks accumulés lors de la guerre de Sécession. De nouvelles armées sont levées : l'Armée du Nord, l'armée de Bretagne, l'armée des Vosges placée sous les ordres du volontaire Giuseppe Garibaldi, et l'Armée de la Loire, dont il confie le commandement au général d'Aurelle de Paladines et à laquelle Gambetta assigne la mission de délivrer la capitale. À Belfort, qui résiste encore malgré l'occupation de toute l'Alsace, Gambetta nomme le colonel Denfert-Rochereau gouverneur de la ville.
À Metz, assiégée depuis deux mois, le maréchal Bazaine décide de déposer les armes le 28 octobre, livrant près de 150 000 soldats français à l'ennemi et permettant ainsi aux Prussiens de concentrer de nouvelles troupes vers l'ouest pour accentuer le siège de la capitale. La reddition inattendue de Bazaine est vécu comme une trahison et les tensions augmentent entre l'extrême-gauche parisienne et le commandement militaire accusé de ne pas vouloir se battre. Le 31 octobre, plusieurs leaders révolutionnaires comme Auguste Blanqui, Charles Delescluze, Gustave Flourens et Félix Pyat appellent à la mobilisation des Parisiens. Le soulèvement né dans les quartiers de l'Est se dirige vers l'hôtel de ville qui est pris d'assaut par des gardes nationaux. Édouard Vaillant occupe le bureau du préfet de police tandis que les ministres Ernest Picard, Jules Ferry et le général Trochu parviennent à s'enfuir et réunir des troupes fidèles pour assurer la défense du gouvernement. Les émeutiers négocient finalement leur sortie et obtiennent la promesse d'élections municipales dans les arrondissements.
Le gouvernement parvient à s'assurer de son soutien à Paris par un plébiscite, le 3 novembre 1870, et organise deux jours plus tard des élections municipales à Paris.

### Échec militaire et repli à Bordeaux
Malgré le succès de l'armée de la Loire conduite par le général d'Aurelle de Paladines à Coulmiers et la reprise d'Orléans le 9 novembre, les opérations militaires tournent à l'avantage des Prussiens et le choix des troupes françaises de concentrer leurs efforts sur la capitale apparaît finalement comme une erreur stratégique. Les désaccords entre Gambetta et d'Aurelle de Paladines entraînent la destitution de ce dernier et la nomination du général Chanzy à la tête des armées, mais les efforts déployés par le ministre et ses collaborateurs ne suffisent pas à contrer la supériorité numérique et matérielle de l'ennemi. La situation militaire se dégrade et les défaites se succèdent pour l'armée française, notamment faute d'un équipement adapté aux conditions météorologiques hivernales. Le général Trochu est également critiqué pour son manque d'initiatives et son choix de n'opérer aucune attaque de diversion. L'offensive de la garnison de Paris, dans le but de percer les lignes ennemies et d'opérer une jonction avec l'armée de la Loire, débute le 30 novembre et s'achève trois jours plus tard avec un bilan de 6 000 morts. La tentative de l'armée de l'Est de couper les lignes allemandes échoue elle aussi, et entraîne l'exode vers la Suisse de près de 100 000 soldats.
Une deuxième tentative de lever le siège de la capitale, impliquant des troupes de la Garde Nationale, échoue le 18 janvier 1871: c'est la deuxième bataille de Buzenval.
En raison de l'avancée de l'armée prussienne et de la perte d'Orléans, la délégation doit quitter Tours, directement menacée, et s'installe à Bordeaux le 9 décembre 1870. Gambetta la rejoint deux jours plus tard mais, gardant espoir en une victoire française, il multiplie les déplacements pour réorganiser les armées, notamment à Bourges, Lyon, Laval mais également Lille, où il se rend par la mer. Les efforts de l'armée du Nord et de l'armée de l'Est ne permettent cependant pas de rompre le siège de la capitale, où les Parisiens meurent de froid et de faim. L'optimisme de Gambetta se heurte à l'aspiration à la paix devenue majoritaire dans la plupart des régions.

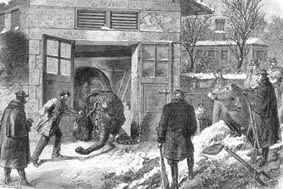
Un des éléphants du zoo de Paris vient d'être fusillé pour fournir de la viande pendant le siège de Paris.

Il était désormais évident que Paris allait tomber tôt ou tard. La nourriture, déjà rare en décembre, commençait à manquer dans certains quartiers et bien que les tirs d'artillerie ennemis fussent curieusement inefficaces, leur impact sur le moral des Parisiens était dramatique. Le gouvernement limogea le général Trochu le 22 janvier (mais ce dernier ne fut pas formellement remplacé en tant que Chef du gouvernement) et choisit comme gouverneur militaire de Paris le général Vinoy. Jules Favre, qui conservait la confiance des gardes nationaux, s'imposa dans ces dernières semaines comme le véritable chef du gouvernement : il parvint notamment à réprimer par la force un début d'émeute le 23 janvier. Le 28, il offrit la reddition de la capitale et signa une convention d’armistice avec Bismarck stipulant diverses mesures humiliantes pour les vaincus, notamment le versement sous quinzaine d'une amende d'un montant de 200 millions de francs, plus de 5 milliards de francs de réparations de guerre, et l'abandon à l'ennemi de tous les forts entourant Paris. Depuis Bordeaux, Gambetta apprit le 29 janvier la capitulation par télégramme. Quoiqu'il eût voulu poursuivre la lutte en province, une délégation gouvernementale menée par Jules Simon et venue en train de Paris le 1er février finit par le convaincre de cesser le combat. Il démissionna le 6 février.
Certains Parisiens se sentirent trahis, comme l'indique le jeune Clemenceau, nommé en septembre maire du XVIIIe arrondissement de Paris, qui fit placarder le 31 octobre 1870 sur les murs de Paris :

« La municipalité du XVIIIe arrondissement proteste avec indignation contre un armistice que le Gouvernement ne saurait accepter sans trahison. »

Apprenant qu’un armistice vient d’être signé, Victor Hugo écrit le 29 janvier : « Un nain qui veut faire un enfant à une géante. C’est là toute l’histoire du gouvernement de la Défense nationale. Avortement ».
Les termes de l'armistice prévoyaient l'organisation de nouvelles élections nationales pour former une Assemblée qui investirait un gouvernement à la légitimité claire. Dans des délais très brefs, tous les électeurs résidant sur des portions non-occupées du territoire national furent appelés aux urnes pour le 8 février. La nouvelle Assemblée nationale issue de ces élections, dominées par le poids du vote rural et bourgeois, était majoritairement conservatrice et monarchiste. Elle mit fin au gouvernement de la Défense nationale et élut le 13 février Adolphe Thiers chef du gouvernement, en remplacement du général Trochu. Le nouveau gouvernement se fit une priorité de l'évacuation de l'armée d'occupation allemande, que Bismarck conditionnait au paiement des réparations.

## Plébiscite local du 3 novembre 1870

### Le contexte
Le 31 octobre 1870, à la suite de l'annonce de la défaite du Bourget survenue la veille, la population parisienne se soulève. L'Hôtel de ville de Paris, siège du gouvernement provisoire, ainsi que la préfecture de police sont occupés par des activistes d'extrême-gauche. La tentative de mise en place d'un Comité de Salut Public par Gustave Flourens avec Auguste Blanqui et Charles Delescluze est tenue en échec par l'emploi de la Garde nationale et de la Garde mobile composée de Bretons. En réaction à cette contestation de sa légitimité et de son autorité, le 1er novembre, le gouvernement de la Défense nationale, qui a failli être renversé, se soumet dans la foulée à un plébiscite local le 3 novembre. Ce vote a pour but de faire ratifier la proclamation de fait et non de jure du gouvernement provisoire le 4 septembre 1870, par « le Peuple de Paris »; à défaut de réellement consulter le peuple français, chose qui n'interviendra pas avant 1871 avec les législatives de février et les municipales d'octobre.
Gambetta, Ministre de l'Intérieur, s'oppose catégoriquement à la tenue du plébiscite estimant que « l'acclamation » du 4 septembre est selon lui suffisante. Il écrit à Jules Favre pour protester.
Deux jours plus tard ont lieu les élections municipales de Paris. Treize maires sur vingt (dont Clemenceau) sont reconduits. Cinq nouveaux sont des modérés. Seuls Delescluze (XIXe) et Ranvier (XXe) représentent le parti révolutionnaire.

### Le plébiscite
Intitulé : « La population de Paris maintient-elle OUI ou NON les pouvoirs du Gouvernement de la Défense Nationale ? »
Résultats :
- 557 996[40] (ou 330 000 selon les sources)[41] répondent « OUI ».
- 61 638[40] (ou 52 000 selon les sources)[41] répondent « NON ».
- Un certain nombre[Combien ?] s'abstient.

## Chronologie
- 4 septembre 1870 : à Paris, proclamation de la République et formation du gouvernement.
- 18 septembre : Paris est encerclé par les Allemands, début du siège de la capitale
- 19 et 20 septembre : entrevue de Ferrières entre Favre et Bismarck.
- 7 octobre : Léon Gambetta, quitte Paris en ballon pour aller organiser la guerre en province
- 31 octobre : après l'échec du Bourget, insurrection à Paris contre le gouvernement
- 3 novembre : plébiscite à Paris uniquement à la suite de la proclamation du gouvernement provisoire le 4 septembre et en réaction au soulèvement populaire du 31 octobre. Gambetta est contre la tenue du plébiscite
- 28 novembre - 3 décembre : échec de la sortie militaire du général Ducrot vers Champigny
- 19 janvier 1871 : échec de la sortie militaire de Buzenval
- 22 janvier : échec de la manifestation parisienne contre le gouvernement. Démission de Trochu
- 26 janvier : signature de l'armistice franco-allemand, fin des bombardements de Paris
- 6 février : Léon Gambetta démissionne du gouvernement
- 8 février : élections à l'Assemblée nationale, succès des conservateurs pacifistes
- 17 février : l'Assemblée nationale élit Adolphe Thiers comme « chef du pouvoir exécutif »
- 19 février : Adolphe Thiers présente le gouvernement avec Jules Dufaure comme vice-président du conseil

## Liste des membres

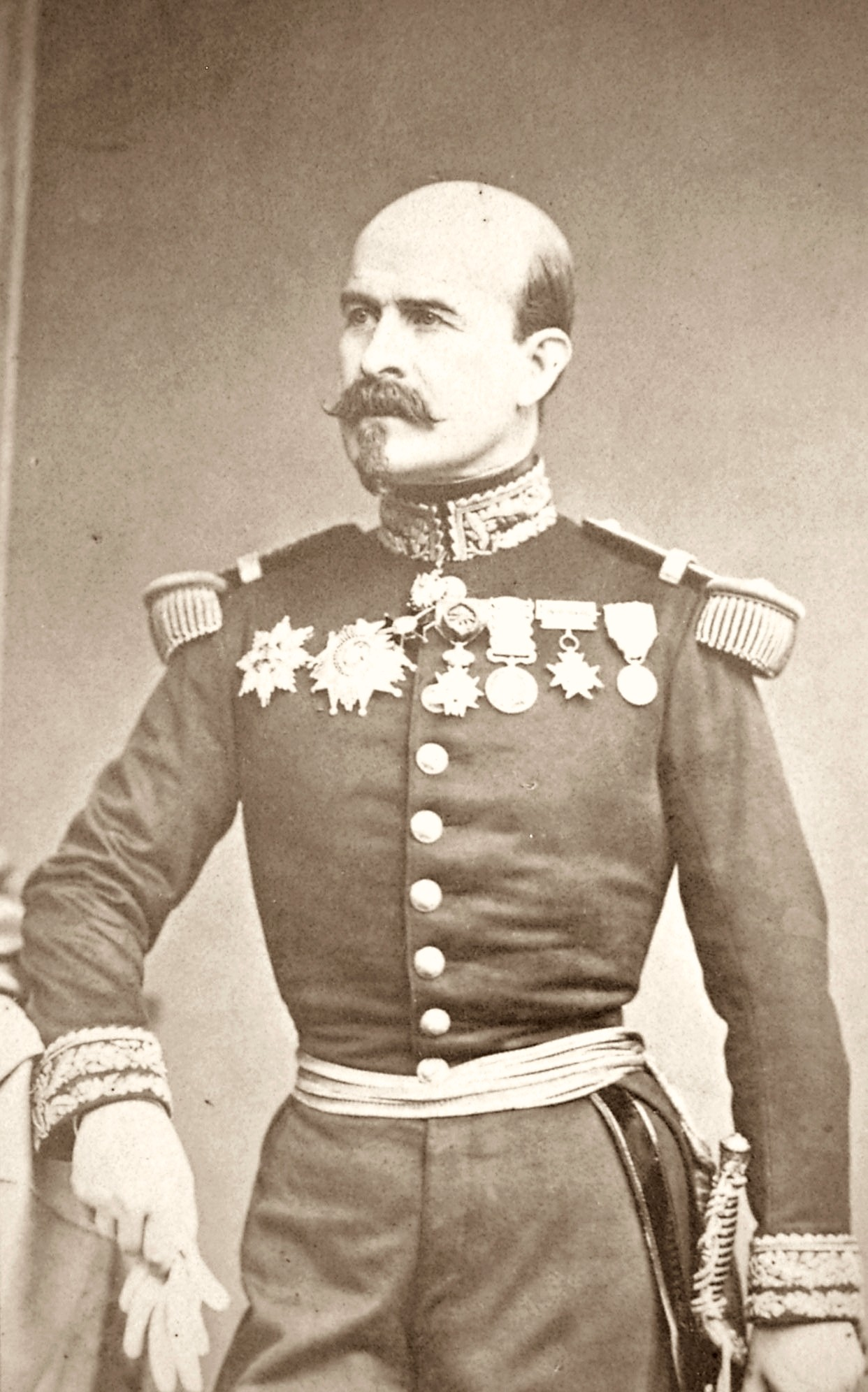
Le général Trochu, chef du gouvernement de la Défense nationale.

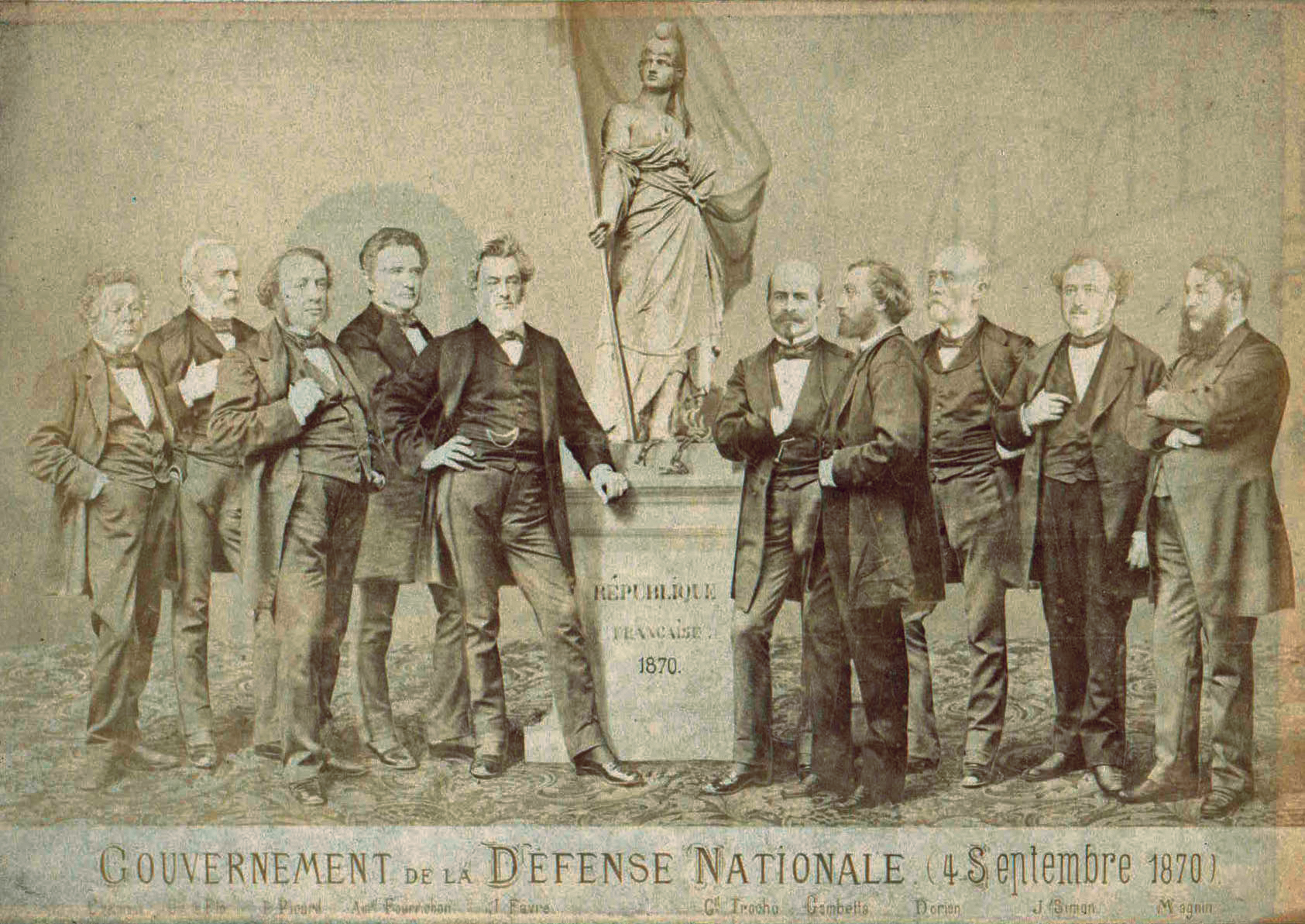
Gouvernement de la Défense nationale (4 septembre 1870), photomontage d'Eugène Appert.

- Président : Louis Jules Trochu (orléaniste)
- Vice-président : Jules Favre (également ministre des Affaires étrangères) (Gauche)

- Ministres :
  - Ministre de l'Intérieur :
    - Léon Gambetta (Extrême gauche)
    - Emmanuel Arago (à partir du 6 février 1871) (Gauche)

  - Ministre de la Guerre : Adolphe Le Flô (orléaniste)
  - Ministre des Travaux publics : Pierre-Frédéric Dorian (Extrême gauche)
  - Ministre de la Justice :
    - Adolphe Crémieux (jusqu’au 12 septembre 1870) (Gauche)
    - Emmanuel Arago (par intérim) (jusqu’au 6 février 1871) (Gauche)
    - Adolphe Crémieux (à partir du 6 février 1871) (Gauche)

  - Ministre de la Marine et des Colonies : Martin Fourichon (Centre droit)
  - Ministre de l'Instruction publique, des Cultes et des Beaux-Arts :
    - Jules Simon (jusqu’au 31 janvier 1871) (Gauche)
    - Eugène Pelletan (jusqu’au 4 février 1871) (Extrême gauche)
    - Pierre-Frédéric Dorian (par intérim) (à partir du 4 février 1871) (Extrême gauche)

  - Ministre de l'Agriculture et du Commerce : Pierre Magnin (Gauche)
  - Ministre des Finances : Ernest Picard (Centre gauche)
  - Ministre sans portefeuille :
    - Alexandre Glais-Bizoin (Gauche)
    - Louis-Antoine Garnier-Pagès (Gauche)
    - Eugène Pelletan (jusqu’au 31 janvier 1871) (Extrême gauche)
    - Henri Rochefort (jusqu’au 1er novembre 1870) (Extrême gauche extra-parlementaire)

- Secrétaire du gouvernement : Jules Ferry (Gauche)

## Regards contemporains, mémoire et postérité
La majorité monarchiste et conservatrice issue des élections législatives de 1871 condamne la volonté de Léon Gambetta de mener la guerre à outrance et en fait le responsable de la défaite. Pour les monarchistes, en renversant l'Empire et en créant le désordre, le gouvernement de la Défense nationale a préparé le terrain des insurgés de la Commune de Paris. Dès son entrée en fonction, la nouvelle Assemblée nationale nomme une commission d'enquête chargée de mettre en lumière les erreurs commises par le gouvernement, mais ses conclusions sont sans effet : quand elle rend son rapport quelques années plus tard, les républicains sont majoritaires à la Chambre des députés et la République plus solidement ancrée par le vote des lois constitutionnelles de 1875.
Pour autant, à partir des années 1880 et jusqu'à la Première Guerre mondiale, l'historiographie républicaine conserve globalement une position critique par rapport aux événements du 4 septembre et à l'exercice du pouvoir par le gouvernement. Dans la mesure où de nombreux contemporains sont encore en vie, les récits s'inscrivent dans une « histoire présente, ou dont l'issue engage encore le présent ». Le traitement des événements y est surtout polémique : comme le constate Olivier Le Trocquer, « il s'agit de juger si les protagonistes ont fait une faute, s'ils sont coupables ou non au regard de la morale publique, ou si on doit leur être au contraire reconnaissant d'avoir renversé l'Empire et pris le pouvoir ». À titre d'exemple, dans le premier tome de son Histoire contemporaine, paru en 1897, l'historien Samuel Denis se montre particulièrement virulent : « À la vérité, les hommes du 4 septembre se sont rendus coupables d'une usurpation manifeste, que les circonstances périlleuses où l'on était ne suffisent pas à légitimer, en s'emparant révolutionnairement du pouvoir, avec le concours des envahisseurs du Corps législatif et sans l'assentiment des représentants du pays, et ils ont fait de ce pouvoir usurpé un usage compromettant pour les intérêts de la patrie ! Ils ne sauraient, à ce double titre, échapper aux sévérités de l'histoire ». Par son rôle actif dans la poursuite de la guerre, Léon Gambetta cristallise les critiques. Une forme de « légende noire » le présente Gambetta comme un dictateur assoiffé de pouvoir et d'ambition personnelle. Malgré l'échec de la commission d'enquête de l'Assemblée nationale à le démontrer, ce jugement négatif perdure. En 1914, deux colonels proches de l'Action française, Frédéric Delebecque et Georges Larpent, livrent une analyse à charge et sans concession, sous le pseudonyme de Henri Dutrait-Crozon.
La droite conservatrice n'est pas la seule à se montrer critique : certains républicains plus modérés, comme Jules Grévy, considèrent que la Défense nationale aurait desservi la République en donnant l'image d'un gouvernement brouillon et autoritaire, laissant ainsi le champ libre aux monarchistes. La victoire de ces derniers lors des élections législatives de 1871 est alors présentée comme un désaveu de la politique de « guerre à outrance » menée par Gambetta, même si les travaux de l'historien Éric Bonhomme cherchent à contredire cet échec électoral.
Dans sa thèse consacrée à l'exercice du pouvoir par la Défense nationale, publiée en 1996 sous la direction de Jean-Marie Mayeur, il affirme que la défaite des républicains doit être relativisée dans la mesure où ils passent d'une représentation négligeable dans le Corps législatif des derniers mois de l'Empire (8,5 % des élus) à une situation de forte minorité dans l'Assemblée nationale de 1871, avec 23,2 % des élus. La poussée républicaine est manifeste dans de nombreux départements, ce qui permet de placer cette élection comme une étape significative de la conquête de l'opinion publique par les républicains. Il contredit par ailleurs l'assertion d'un « Gambetta dictateur » en affirmant qu'il met en place un gouvernement unitaire et libéral, à la fois modéré et pragmatique dans son fonctionnement. De la même manière, l'historien britannique John Patrick Tuer Bury cherche à réhabiliter l'action du tribun dans Gambetta défenseur du territoire, 1870-1871, publié en 1937, sans pour autant cacher ses faiblesses.
À l'opposé de la « légende noire » de Gambetta, ses amis appuient la diffusion d'une historiographie qui met en avant le patriote organisateur de la lutte armée et symbole de la résistance à l'ennemi, une image amplifiée par son décès prématuré en 1882.

### Sources primaires
- Jules Favre, Gouvernement de la Défense nationale [du 30 juin 1870 au 28 juillet 1871], Paris, H. Plon, 1871-1875, 3 vol. (en ligne).